# Ila-kabkabi
Ila-kabkabi (někdy také Ila-kabkabu) byl králem horní Mezopotámie na konci 19. stol. př. n. l.. Jeho předky byli patrně semitští nomádi. Během své vlády uzavřel na nějaký čas spojenectví s králem sousedního státu Mari, Tagitlim. Tato koalice však neměla dlouhého trvání, rozpadla se a později jejich vztah přerostl do otevřeného konfliktu. 
Jménem Ila-kabkabi je označen v královském seznamu také otec známého krále Šamši-Adada I., který ale asyrský trůn nezdědil, ale dobyl. Je tedy možné, že Ila-kabkabi a zbylí tzv. králové, „jejichž otcové jsou známí,“ byli pouze předci Šamši-Adada I. a nikoli asyrskými králi, a když Šamši-Adad I. dobyl Asýrii, nechal je do seznamu doplnit a označil za krále, aby zlegitimnil svůj nárok na trůn. Na druhou stranu je také možné, že se jedná o dva různé muže se stejným jménem.